# Космічна опера
«Космоопера» (або «космічна опера», англ. space opera) — один з жанрів пригодницької наукової фантастики, який зазвичай визначається за формальними ознаками: дія творів відбувається в космічному просторі і/або на інших планетах (у Сонячній системі або за її межами) в умовному (зазвичай екзотичному) антуражі; персонажі підкреслено героїчні, а масштаби їхніх діянь обмежені лише фантазією авторів. Для космоопери характерний опис масштабних подій, як правило війн. Іноді саме ці події і є основою сюжету, іноді вони є лише тлом сюжетної лінії.

## Історія жанру
У 1941 році американський письменник і критик Вілсон Такер пойменував космооперою убогу псевдонаукову фантастику. Цим ярликом Таккер чітко протиставив технологічну і соціально-психологічну наукову фантастику того часу — фантастиці примітивної дії. Термін народився у Таккера за аналогією з «мильною оперою» (мелодрамами для домогосподарок) і «кінською оперою» (серіальними підлітковими вестернами).
У зв'язку з тим, що Такер запропонував термін для явища, що вже склалося на той момент, неможливо однозначно встановити «родоначальників» «космічної опери». Формально ними можна вважати будь-яких авторів, внесок яких у фантастику про космічні подорожі безперечний. При цьому термін «космічна опера» виявляється однаково застосовним до творів достатньо широкого жанрового діапазону — наприклад, «марсіанські» романи Берроуза з циклу про Джона Картера; науково-фантастичні «галактичні» романи Е. Е. «Дока» Сміта з циклів «Космічний Жайворонок» і «Ленсмени»; романи Едмонда Гамільтона про масштабні космічні катастрофи, за які його прозвали «Руйнівником світів» або «Рятівником світів»; космічні вестерни, що стали фірмовим жанром журналу «Astounding» в перші роки його існування; газетні комікси про Флеша Гордона і Бака Роджерса та зняті на їхній основі кіносеріали — і так далі. Найбільш раннім твором, що відповідав «канонам» жанру, можна вважати роман Гаррета Сервісса «Завоювання Марса» (1898).

### 1940-ві роки
Перше Велике Століття космічної опери — час формування стереотипів і шаблонів жанру. Передвісник — звичайно, марсіанський цикл Едгара Райса Берроуза. Але засновником космоопери вважається американець Едвард Елмер «Док» Сміт з романом «Космічний жайворонок» (1928), що відкрив серію про пригоди екіпажа однойменного зорельота. Розповіді Едмонда Гамільтона про Міжзоряний патруль, цикл Джека Вільямсона про Космічний легіон — ось відправні точки класичної космоопери, чий розквіт тривав аж до 1950-х.
Характерною особливістю «космічної опери» цього періоду є поєднання футуристичних і архаїчних елементів антуражу — наприклад, космічні кораблі і поєдинки на мечах, ядерні технології і феодальна соціальна структура тощо. Неприйнятне з погляду канонів «суворої» фантастики, таке вільне поєднання анахронічних реалій в той же час сприяло розвитку художньої свободи у фантастиці і згодом регулярно застосовувалося навіть найзначнішими авторами фантастичних творів (Урсула Ле Гуїн, Джин Вулф, Семюел Ділейні, Френк Герберт), що з часом зробило жанр «космічної опери» набагато респектабельнішим. У цей же період очевидні умовності жанру уїдливо спародіювали в цілому ряду творів — зокрема в романі Гаррі Гаррісона «Білл, герой Галактики».
У класичної космоопери цього періоду є ряд ознак. Дія зазвичай відбувається в далекому майбутньому, коли людство колонізувало Галактику. Є декілька галактичних імперій, які вороже ставляться один до одного. Серед маси інопланетних рас багато гуманоїдів, практично ідентичних людям. Майже всі планети придатні для проживання людини. Автори класичного періоду заперечують (свідомо або за невіданням) ефект уповільнення часу, що ґрунтується на теорії відносності. Тому космос борознять зорельоти з гіпер- або субпросторовими двигунами, що дозволяють майже миттєво перелітати від зірки до зірки. Можлива також наявність міжпросторових тунелів. Науковість письменників ранньої космоопери цікавила мало. В центрі їхньої уваги — пригоди, інтриги і війни. Мешканці далеких світів за психологією і мотивацією вчинків майже не відрізнялися від сучасників. Загалом, рання космічна опера — віддзеркалення тривожного світу в дзеркалі зоряної фантастики.

### 1960-ті— 1970-ті роки

«Star Trek» — найвідоміший серіал у жанрі космоопери

Проте з середини 1960-х космооперою почали називати просто традиційну пригодницьку наукову фантастику, дія якої відбувалася в космосі або на інших планетах. Цей період — час розквіту і перетворення жанру. Відмінна риса цього часу — з'єднання традицій класичної космоопери із серйозною «твердою» науковою фантастикою.
Значний внесок до перетворення космоопери внесла Лі Брекетт, дружина Едмонда Гамільтона, узявши за основу марсіанський цикл Берроуза і героїчне фентезі Р. Говарда.
У п'ятдесяті-шістдесяті на передній край космоопери висуваються такі яскраві майстри, як Альфред ван Вогт, Лайон Спрег де Кемп, Джеймс Шміц, Маррі Лайнстер, Джек Венс, Роберт Гайнлайн, Бім Пайпер, Гордон Діксон. А масштабні космічні саги «Фундація» Айзека Азімова та «Дюна» Френка Герберта остаточно порвали зі стереотипами класичної космоопери.
Втім, саме не від книги, а від телесеріалу Джина Роденберрі «Зоряний шлях» публіка зазнала вирішального впливу космоопери. Ба більше, «Star Trek» став одним з фірмових брендів західної цивілізації, увійшовши в масову культуру.
З кінця шістдесятих космоопера дуже поширилась. На сцену виходять несхожі на попередників і один на одного Урсула Ле Гуїн, Кордвайнер Сміт, Ларрі Нівен, Семюел Ділейні, Браян Олдіс, Джеймс Тіптрі-молодший, Фредерік Пол.
У першій половині сімдесятих захоплення космооперою трохи пішло на спад. У розумах і душах фанатів наукової фантастики неподільно царює «нова хвиля». Її апостоли Майкл Муркок і Джеймс Баллард оголошують космооперу непотребом, який швидше треба викинути на смітник.
Поява «Зоряних воєн» Джорджа Лукаса (1977) знову привертає увагу читачів до цього жанру. Популярність жанру стрімко росте. В кінці сімдесятих успіх мали нестандартні космічні пригоди Джона Варлі, Джорджа Мартіна, Девіда Бріна, Грегорі Бенфорда, Майка Резніка.

### 1990-ті роки та сучасність
З кінця вісімдесятих до наших днів почалася нова хвиля розвитку жанру. Головні риси сучасної космоопери — черговий якісний стрибок в змісті творів і їхня дивовижна жанрова різноманітність.
Найвідоміші твори жанру — цикли «Гіперіон» Дена Сіммонса і «Культура» Ієна Бенкса, романи «Гра Ендера» і «Голос тих, кого немає» Орсона Скотта Карда. Масово популярними є книги Вернора Вінджа, Керолайн Дж. Черрі, Пітера Гамільтона, Пола Маккоулі, Девіда Зінделла, Грега Біра, Стівена Дональдсона, Джона Барнса, Чарльза Шеффілда, Алістера Рейнольдса та інших.
Крім того, у західному фантастикознавстві заведено виділяти «руританську космооперу», такий термін вжив помітний критик-фантастикознавець Ґері Вестфал, за аналогією до поширеного в англомовному літературному дискурсі поняття «руританський роман», родоначальником якого є Ентоні Гоуп, автор роману «В'язень Зенди» («Prisoner of Zenda», 1894), у якому, власне, з'явилося вигадане королівство Руританія. Це історії про аристократію вигаданих королівств: насичені пригодами та гостросюжетні, доволі нерідким є відсилання до лицарської атрибутики. Для зображення планетарних культур руританські космічні опери запозичують ознаки середньовічного чи більш пізнього етапу розвитку Європи. Герої таких творів — космічні авантюристи, дипломати та винахідливі особистості бендерівського типу, значну роль у сюжеті твору відіграє процес перемовин. Показовими персонажами такого типу є Магнус Рідольф з книги «Король злодіїв» («The King of Thieves», 1949) Джека Венса, принц-торговець Торговель-технічої Ліги Ніколас ван Рійн (цикл «Зоряні торговці» («Traders to the Stars», 1956—1977), дипломат Ретиф з циклу Кіта Ломера та спецагент Терранської Імперії мічман Домінік Флендрі (головний герой умовного циклу Пола Ендерсона «Терранська імперія», 1951—1985) із романів Пола Андерсона. Пізньою реінкарнацією руританської космоопери є «Барраярський цикл» («Barrayar Cycle», 1980-ті — 1990-ті) Лоїс Макмастер Буджолд. Також космічна опера зазнала помітного впливу на формування космоопери від літературної мариністики, це елементи такого впливу помітні в романах Роберта Гайнлайна, а надто — у циклі Дейвіда Вебера про кар'єру Гонор Гаррінгтон — офіцера королівського зоряного флоту.
Звичайною справою стає сплав космічної опери з кіберпанком, антиутопією, біо-, еко- і пси-фантастикою, детективом, навіть містикою і фентезі. Популярні романи, які детально описують стратегію і тактику озброєних конфліктів (військова космоопера Девіда Вебера і Джона Рінго). У авантюрно-психологічній космоопері Лоїс Буджолд і Джулії Чернеди особлива увага приділена внутрішньому світу персонажів. Романтична космоопера Кетрін Азаро досліджує любовні переживання героїв. Монументальний космічний епос Джона Райта написаний на межі фантастики та інтелектуальної прози. Навіть комерційна космоопера відрізняється нелінійним сюжетом — наприклад, «Стен» Алана Коула і Кріса Банча.

### Радянська космоопера
За традицією космооперою в радянські часи називали примітивно-шаблонні фантастичні бойовики. Показовий вислів відомого радянського критика і фантаста Георгія Гуревича, датований 1969 роком: «…в пошуках скарбів по планетах носилися зграї авантюристів, пригнічуючи й рубаючи натовпи аборигенів, всяких десятиногих виродків з очима, як у комах. За умовністю, неправдоподібністю і театральністю обстановки фантастика цього типу і отримала іронічне найменування „космічної опери“… Але, пошумівши, „космічна опера“ зійшла зі сцени й зараз доживає століття в коміксах, ставши розвагою дванадцятирічних хлопчиків.» Нині твердження поважного критика викликає лише іронічну усмішку.
У СРСР цей піджанр наукової фантастики з'явився ще в 1920-ті роки — «Аеліта» Олексія Толстого і «Палаючі безодні» Миколи Муханова (не враховуючи декілька творів написаних особисто Ціолковським у дусі утопії). Потім «космічна опера» як напрям відродилася в 1960-х роках. Першим після тривалої перерви радянським твором цього жанру можна вважати епічну трилогію Сергія Снєгова «Люди як боги» (окреме видання — 1970). Наступним помітним твором, свідомо написаним в традиціях «космічної опери», стала повість Ольги Ларіонової «Чакра Кентавра» (1988).

### Українська космоопера
В українській науково-фантастичній літературі жанр космоопери ще досі мало розвинений. З відомих творів можна назвати «Шляхи титанів» Олеся Бердника. Окремі твори в жанрі космоопери писали російською та українською мовою брати Олег та Валентин Авраменки, зокрема роман «Жменя вічності» та його продовження «Зруйновані зорі».

## Космоопера в інших видах мистецтва

### Анімація
Західна анімація
- Вольтрон
- Екзо-загін
- Мало Корріган
- Уліссей
- Планета монстрів

Аніме
- Макросс (超時空要塞マクロス, Chojiku yosai Macross)
- Легенда про героїв Галактики (銀河英雄伝説, Ginga Eiyu Densetsu)
- «Seikai no Saga»[ru]
  - Герб Зірок
  - Стяг Зірок
  - Фрагмент Зірок
- Титанія
- «Безвідповідальний капітан Тайлор»[en]
- Космічний лінкор Ямато (宇宙戦艦ヤマト, Space Battleship Yamato) та інші аніме за мотивами манґи Мацумото Лейдзі

### Кіно
- Зоряні війни
- Ворог мій
- Місія «Сереніті»

### Серіали
- Вавилон-5
- Зоряний шлях
- Зоряний крейсер «Галактика»
- Світляк
- Зоряна брама

### Відеоігри
- Mass Effect
- Star Wars: Knights of the Old Republic
- Master of Orion
- StarCraft
- Star Trek Online
- Halo